# Claudio Ferrante
Claudio Ferrante (Napoli, 15 maggio 1972) è un dirigente d'azienda e produttore discografico italiano.

## Biografia
Inizia la sua carriera nell’etichetta indipendente Carosello Records, in cui ricopre diversi ruoli, da responsabile artistico a managing director. Sotto la sua direzione, nel 2002, Carosello Records viene decretata dalla stampa “etichetta indipendente dell’anno”. 
Durante la sua gestione, Carosello ha inoltre conseguito 6 dischi d’oro e 3 multi-platino.
Dal 2011 ricopre anche la carica di docente del laboratorio di “Marketing e management del prodotto musicale: i processi aziendali” presso l’Università Cattolica del Sacro Cuore di Milano.

## Artist First
Nel 2009 Claudio Ferrante fonda Artist First (A1 Entertainment spa), etichetta di produzione e distribuzione, di cui attualmente ricopre il ruolo di Presidente e Amministratore Delegato.
Il 1º luglio 2016 Artist First acquisisce in esclusiva per l'Italia i diritti di distribuzione della casa discografica indipendente Sugar Music di Caterina Caselli.

## Riconoscimenti
Durante la direzione di Carosello Records per l’attività di discografico:
- Premio Mei 2002 per la pubblicazione e il successo della Band Noir Désir in Italia (Le vent nous portera)[3]
- Premio Mei 2002 come etichetta indipendente dell’anno

Durante la direzione di Carosello Records, per gli Album pubblicati in Italia: 
- 2002: Disco D’Oro – Noir Désir, Des Visages Des Figures – Carosello
- 2007: Doppio disco di Platino – Miguel Bosè, Papito – Carosello
- 2009: Disco D’Oro – Skunk Anansie, Smashes & Trashes – Carosello[4]

Durante la guida di Artist First, per aver finanziato e distribuito i seguenti progetti:
- 2010: Disco di Platino – Pooh, Dove comincia il Sole – Trio/Artist First[5]
- 2011: Disco di Diamante – Modà, Viva i Romantici – Ultrasuoni/Artist First[6]
- 2011: Impala Awards – Modà, Viva i Romantici – Ultrasuoni/Artist First
- 2012: Disco D’oro – Giorgio Gaber, Io ci sono – Fondazione Gaber/Artist First
- 2016: Disco D’Oro – AA.VV, Amiche in Arena – Friends&Partners/Artist First
- 2017: Disco di Platino – Ermal Meta, Vietato morire e Umano – Mescal/Artist First[7]
- 2017: Disco di Platino – Dark Polo Gang, Twins – triplosette/ArtistFirst[8]
- 2018: Disco D’oro – Roberto Vecchioni, L’infinito – DME/Artist First[9]
- 2018: Disco di Platino – Gazzelle, Punk – Maciste Dischi/Artist First[10]
- 2018: Doppio disco di Platino Italia – Alice Merton, No Roots – Paperplane/Artist First[11]
- 2019: Doppio disco di Platino – Alfa, Cin Cin – Artist First[12]
- 2019: Disco D’oro – Ghemon, Rose Viola – Carosello/Artist First[13]
- 2020: Doppio disco di Platino – Emanuele Aloia, Il Bacio di Klimt – SunFlower/Artist First[14]
- 2020: Disco D’oro – Alfa, Before Wanderlust – Artist First[15]
- 2020: Disco D’oro – Diodato, Che vita Meravigliosa – Carosello/Artist First[16]
- 2020: Disco D’oro – Gazzelle, Destri – Maciste Dischi/Artist First[17]
- 2020: Disco D’oro – Gazzelle, Settembre – Maciste Dischi/Artist First[18]
- 2020: Disco D’oro – Gazzelle, Ora che ti guardo bene – Maciste Dischi/Artist First[19]
- 2020: Disco D’oro – Gazzelle, Vita Paranoia – Maciste Dischi/Artist First[20]
- 2020: Disco D’oro – Gazzelle, Sbatti – Maciste Dischi/Artist First[21]
- 2020: Disco di Platino – Alfa, Testa tra le nuvole Pt.2 – Artist First[22]

Claudio Ferrante ha inoltre ricevuto nel 2020 il Premio Solo Chi Sogna Può Volare ai “Magna Grecia Awards”, manifestazione volta a dare un riconoscimento ufficiale agli uomini e alle donne che si sono contraddistinti in ambito culturale, sociale, civile e artistico nell’ultimo anno.